# Падру
Падру (итал. Padru) је насеље у Италији у округу Сасари, региону Сардинија.
Према процени из 2011. у насељу је живело 1083 становника. Насеље се налази на надморској висини од 163 м.

## Становништво
Према резултатима пописа становништва 2011. у општини је живело 2.130 становника.
| 1931. | 1936. | 1951. | 1961. | 1971. | 1981. | 1991. | 2001. | 2011. |
| ----- | ----- | ----- | ----- | ----- | ----- | ----- | ----- | ----- |
| 4.846 | 5.254 | 6.258 | 6.865 | 5.987 | 6.236 | 6.367 | 2.109 | 2.130 |